# Associació Europea de Lliure Comerç
L'Associació Europea de Lliure Comerç (AELC), també coneguda com a EFTA (European Free Trade Association), fou establerta el 3 de maig de 1960 com a bloc comercial alternatiu pels estats europeus que no podien o preferien no unir-se al mercat comú de la Comunitat Econòmica Europea (CEE) (en l'actualitat la Unió Europea). La Convenció de l'AELC se signà el 4 de gener de 1960 a Estocolm per set estats. En l'actualitat, només Islàndia, Noruega, Suïssa i Liechtenstein en són membres (dels quals, només Noruega i Suïssa són membres fundadors).
La Convenció d'Estocolm fou reemplaçada per la Convenció de Vaduz. Aquesta convenció estableix la liberalització del comerç entre els estats membres. Tres dels quatre estats de l'AELC són part del mercat intern de la Unió Europea mitjançant un acord que ha creat l'Espai Econòmic Europeu (EEE), que entrà en vigor el 1994; el quart Estat, Suïssa, optà per establir acords bilaterals per separat amb la Unió Europea. A més a més, els estats de l'AELC han negociat, de manera conjunta, tractats de lliure comerç amb altres estats.
El 1999, Suïssa conclogué les negociacions d'un conjunt d'acords bilaterals amb la Unió Europea en diversos temes, incloent-hi el moviment de persones, transportació i les barreres tècniques al comerç. Aquest desenvolupament motivà els estats de l'AELC a modernitzar llur Convenció per assegurar que pogués continuar proveint una estructura eficient per a l'expansió i liberalització del comerç entre ells i la resta del món.

## Història
La reacció Britànica a la creació de la CEE (EEC en angles) va ser variada i complexa. El Regne Unit estava al mateix temps ocupat amb la Commonwealth, que quan es va crear l'AELC (EFTA en angles) estava en plena transició. Per aquesta raó el Regne Unit va reunir-se amb diversos països, alguns fronterers amb la CEE, per crear l'Associació Europea de Lliure Comerç poc després de la constitució de la CEE que a la vegada era formada per 6 països: França, Alemanya Occidental, Itàlia, Bèlgica, Luxemburg i els Països Baixos.
El 12 de gener del 1960, el tractat sobre l'Associació Europea de Lliure Comerç fou creat al Saló Daurat del Palau del Príncep a Estocolm. Aquest tractat establia la progressiva eliminació dels aranzels i imposts fronterers sobre els productes industrials però no afectava als productes agrícoles i de comerç marítim.
La principal diferència entre l'AELC i la CEE era l'absència d'una tarifa d'imposts fronterers comuna, i per això cada membre de l'Associació Europea de Lliure Comerç (AELC) era lliure per establir taxes fronteres individuals amb els països no membres de l'AELC.
A pesar de la modesta iniciativa els resultats econòmics van ser excel·lents en estimular un increment del volum de comerç foraster dels seus membres des de 3.5 trilions el 1959 fins als 8.2 trilions de dòlars americans el 1967.
Els membres que formen l'AELC són Suïssa, Noruega, Islàndia i Liechtenstein. La sortida del Regne Unit de la Unió Europea fa que aquest país sigui un dels màxims candidats a ser-ne nou membre.

## Membres

### Història

Membres de la AELC.
Antics membres.

Els membres fundadors de l'AELC van ser Àustria, Dinamarca, Noruega, Portugal, Suècia, Suïssa i el Regne Unit. Durant els 60 aquests països tenien el mot de "els 7 de fora" mentre que els de la CEE se'ls hi deia "els 6 de dins".
Finlàndia va convertir-se en membre associat el 1961 (convertint-se en membre complet el 1986) i Islàndia el 1970. El Regne Unit i Dinamarca van passar-se a la CEE el 1973 i, per tant, deixaren de ser membres de l'AELC. Portugal també va deixar l'AELC per la CEE el 1986. Liechtenstein es va unir el 1991 (prèviament els seus interessos dins de l'AELC estaven defensats per Suïssa). Suècia i Finlàndia van unir-se a la UE el 1995 i, per tant, van deixar de ser-ne membres.

### Membres actuals
| Bandera       | País          | Nom oficial                | Data firma         | Població  | Area (km²) | Capital   | PIB en milions (PPP) | PIB per capita (PPP) |
| ------------- | ------------- | -------------------------- | ------------------ | --------- | ---------- | --------- | -------------------- | -------------------- |
| Islàndia      | Islàndia      | República d'Islàndia       | 1 de gener de 1970 | 320 000   | 103 000    | Reykjavík | 12 831$              | 39 223$              |
| Liechtenstein | Liechtenstein | Principat de Liechtenstein | 1 de gener de 1991 | 34 247    | 160        | Vaduz     | 3 545$               | 98 432$              |
| Noruega       | Noruega       | Regne de Noruega           | 3 de maig de 1960  | 5 038 137 | 385 155    | Oslo      | 265 911$             | 53 470$              |
| Suïssa        | Suïssa        | Confederació Helvètica     | 3 de maig de 1960  | 8 000 000 | 41 285     | Berna     | 363 421$             | 45 417$              |

### Historial de membres
| Bandera       | País          | Data firma | Data sortida | Notes |
| ------------- | ------------- | ---------- | ------------ | --- |
| Àustria       | Àustria       | 1960       | 1995         | |
| Dinamarca     | Dinamarca     | 1960       | 1973         | |
| Finlàndia     | Finlàndia     | 1986       | 1995         | |
| Islàndia      | Islàndia      | 1970       |              | Negociant la presentació de la candidatura a la UE des del 2010. Les converses sobre l'accés estan parades des de 2013 pendents de fer un referèndum. |
| Liechtenstein | Liechtenstein | 1991       |              | |
| Noruega       | Noruega       | 1960       |              | La pertinença a la UE va ser rebutjada en referèndum el 1972 i el 1994.                                                                               |
| Portugal      | Portugal      | 1960       | 1986         | |
| Suècia        | Suècia        | 1960       | 1995         | |
| Suïssa        | Suïssa        | 1960       |              | La candidatura per l'adhesió a la UE fou cancel·lada després que els votants suïssos rebutjaren l'acord amb l'Espai Econòmic Europeu.                 |
| Regne Unit    | Regne Unit    | 1960       | 1973         | En consideració el redefinir la seva relació amb la UE, cosa que podria resultar en la reentrada a l'AELC.                                            |

### Futur

Membres de la Unió Europea (blau) i de l'AELC (verd).

Els votants noruecs han desestimat convertir-se en membres de la UE en dos referèndums. A Suïssa d'ençà que es van negar a unir-se a l'Espai Econòmic Europeu el 1992, s'han dut a terme referèndums sobre l'adhesió a la UE, el darrer cop el 2001, però tots han estat perduts per àmplies majories.
Entre el 1994 i el 2011 els membres de l'AELC han estat debatent sobre l'adhesió d'Andorra, San Marino, Mònaco, Illa de Man, Marroc, Turquia, Israel i altres països fronterers amb el continent europeu.
A mitjans del 2005, representants de les Illes Faroe van plantejar la possibilitat d'unir-se a l'AELC. Les possibilitats que les illes en formin part són incertes, ja que l'article 56 de la convenció de l'AELC diu que només els estats es poden convertir en membres Les Faroe ja tenen un acord bilateral de lliure comerç amb Islàndia, conegut com a Acord Hoyvík.
Al novembre de 2012, després que el consell de la UE avalués la seva relació amb els microestats europeus sobirans d'Andorra, Mònaco i San Marino, que descrivien com "fragmentats", la Comissió Europea va publicar un estudi sobre les opcions d'una integració a la UE. A diferència de Liechtenstein, que és membre de l'Espai Econòmic Europeu via l'AELC i el Tractat de Schengen, la relació amb aquests 3 estats està basada en una col·lecció d'acords sobre temes específics. L'acord estudiava 4 alternatives a la situació actual: 1) un enfocament sectorial amb acords individuals amb cada estat sobre temes específics, 2) un acord global multi-lateral d'associació (FAA) dels tres estats, 3) fer-los membres de l'Espai Econòmic Europeu, i 4) adhesió a la UE. La Comissió va al·legar que l'enfocament sectorial no tractava els principals problemes i era innecessàriament complicat, mentre que a l'adhesió a la UE va ser rebutjada al·legant que "les institucions de la UE no estan adaptades en l'actualitat per l'adhesió d'aquests països de petita dimensió." Les opcions restants, membre de l'Espai Econòmic Europeu i una associació multi-lateral amb els estats, es van trobar viables i van ser recomanades per la Comissió. En resposta, el Consell va demanar que les negociacions amb els tres micro-estats sobre una major integració continuïn, i que un informe sigui preparat per finals de 2013 que detalli les implicacions de les dues alternatives viables i recomanacions sobre com procedir.

## Secretaris generals
| Estat      | Nom                 | Període      |
| ---------- | ------------------- | ------------ |
| Regne Unit | Frank Figgures      | 1960–1965    |
| Regne Unit | John Coulson        | 1965–1972    |
| Suècia     | Bengt Rabaeus       | 1972–1975    |
| Suïssa     | Charles Müller      | 1976–1981    |
| Noruega    | Per Kleppe          | 1981–1988    |
| Àustria    | Georg Reisch        | 1988–1994    |
| Islàndia   | Kjartan Jóhannsson  | 1994–2000    |
| Suïssa     | William Rossier     | 2000–2006    |
| Noruega    | Kåre Bryn           | 2006-2012    |
| Islàndia   | Kristinn F. Árnason | 2012–present |

## Institucions
L'Associació Europea de Lliure Comerç és governada pel Consell i rep els serveis del Secretariat. A més, seguint les línies de l'acord amb l'Espai Econòmic Europeu de 1992, dos òrgans més van ser creats; l'Autoritat de Vigilància de l'AELC i el Jurat de l'AELC.

### Institucions relacionades amb l'Espai Econòmic Europeu
L'Autoritat de Vigilància de l'AELC i el Jurat de l'AELC regulen les activitats dels membre de l'associació en allò relatiu a les seves obligacions a el EEE. Com que Suïssa no és membre de la EEE no participa en aquestes institucions.
L'Autoritat de Vigilància de l'AELC ocupa el rol de la Comissió Europea com a "guardià dels tractats" pels membres de l'AELC, mentre que el Jurat de l'AELC ocupa el rol de la Cort de Justícia Europea per aquests països.
Al pla original de l'associació, aquesta no preveia la creació de l'Autoritat de Vigilància ni del Jurat, ja que en principi la Cort de Justícia Europea i la Comissió Europea s'haurien d'haver encarregat de les seves funcions. No es va fer així perquè durant les negociacions amb el EEE la Cort de Justícia Europea va considerar que donar instruccions des d'institucions de la UE a països no membres d'aquesta unió constituiria una violació dels tractats.
Les contribucions dels membres, exceptuant Suïssa, a l'àrea de la EEE per reduir les disparitats econòmiques són administrades per l'Oficina de Mecanismes Financers que està afiliada al Secretariat de l'AELC a Brussel·les.

### Localització
El Secretariat de l'AELC és a Ginebra, Suïssa, però té delegacions a Brussel·les, Bèlgica i Luxemburg. L'Autoritat de Vigilància de l'AELC és a Brussel·les, Bèlgica, la mateixa situació que la Comissió Europea, mentre que el Jurat de l'AELC és a Luxemburg, la mateixa situació que la Cort de Justícia Europea.

## Fons portuguès
El fons portuguès fou creat el 1975 quan Portugal era membre de l'Associació Europea de Lliure Comerç, per a proveir fons per desenvolupament i reconstrucció de Portugal després de la Revolució dels Clavells. Quan Portugal va deixar l'AELC el 1985 per unir-se a la Comunitat Econòmica Europea, els membres restants van decidir continuar igualment amb el fons portuguès perquè el país es continués beneficiant d'aquest.
Al començament els fons es va crear amb la forma d'un préstec a un nivell d'interès baix dels membres de l'AELC a Portugal per valor de 100 milions de dòlars americans. Els diners s'haurien de tornar a partir del 1988 però llavor l'AELC va decidir que Portugal pogués retardar el començament dels pagaments 10 anys, fins al 1998. El fons portuguès ja no existeix en l'actualitat.

## Convencions Internacionals
L'Associació Europea de Lliure Comerç també va fer la Convenció de Hallmarking i la Convenció d'Inspecció Farmacèutica, ambdues obertes a membres de fora de l'associació.

## Relació amb l'Àrea Econòmica Europea
Amb l'excepció de Suïssa, els membres de l'AELC son membre també de l'Espai Econòmic Europeu.

## Relacions internacionals
Diversos acords de comerç existeixen amb membres de fora de la UE, així com declaracions de cooperació i grups de treball conjunts per millorar el comerç. Actualment, els membres de l'AELC han establert relacions de comerç preferencials amb 24 països, a més dels 28 membres de la UE.

### Acords de lliure comerç
- Albània
- Bòsnia i Hercegovina[17]
- Canadà (Canada-European Free Trade Association Free Trade Agreement)
- Estats Centre-americans Costa Rica, Panamà)[17]
- Xile
- Colòmbia[18]
- Egipte
- Gulf Co-operation Council (Bahrain, Kuwait, Oman, Qatar, Aràbia Saudita, Emirats Àrabs Units)[19]
- Hong Kong
- Israel
- Jordània
- Corea del Sud
- Líban
- Macedònia del Nord
- Mèxic
- Montenegro
- Marroc (excepte el Sàhara Occidental)[20]
- Autoritat Nacional Palestina
- Perú
- Sèrbia
- Singapur
- Unió Duanera Sud-africana (Botswana, Lesotho, Namíbia, Sud-àfrica, Eswatini)
- Tunísia
- Turquia
- Ucraïna[21]

### Acords en negociació
- Algèria
- Estats Centre-americans (Guatemala, Hondures)
- Índia
- Indonesia
- Rússia / Belarús / Kazakhstan
- Tailàndia

### Declaracions i diàleg sobre acords de comerç preferencial
- Malàisia
- Maurici
- MERCOSUR (Brasil, Argentina, Uruguai, Paraguai)
- Mongòlia
- Myanmar[22]
- Filipines[23]
- Pakistan[22]
- Vietnam

## L'AELC i laUnió Europea
La següent taula resumeix els diversos components de les lleis de la UE aplicats als països membres de l'AELC. Alguns territoris de països membres de la UE tenen un estatus especial en allò relatiu a les lleis, com succeeix amb diversos micro-estats europeus.
| Membres de l'AELC i territoris sobirans | Membres de l'AELC i territoris sobirans | Applicació de les lleis de la UE | Aplicables als jurats locals | EURATOM | Membre de la UE | Àrea Schengen | Impost sobre el valor afegit europeu | Unió duanera europea | Mercat únic europeu | Eurozona? |  |
| --------------------------------------- | --------------------------------------- | -------------------------------- | ---------------------------- | ------- | --------------- | ------------- | ------------------------------------ | -------------------- | ------------------- | --------- |  |
|                                         |                                         |                                  |                              |         |                 |               |                                      |                      |                     |           |  |
| Islàndia                                | Islàndia                                | Parcialment                      | Pendent                      | No      | No              | Si            | No                                   | No                   | Si                  | No, ISK   |  |
|                                         |                                         |                                  |                              |         |                 |               |                                      |                      |                     |           |  |
| Liechtenstein                           | Liechtenstein                           | Parcialment                      | Pendent                      | No      | No              | Si            | No                                   | No                   | Si                  | No, CHF   |  |
|                                         |                                         |                                  |                              |         |                 |               |                                      |                      |                     |           |  |
| Noruega, excepte:                       | Noruega, excepte:                       | Parcialment                      | Pendent                      | No      | No              | Si            | No                                   | No                   | Si                  | No, NOK   |  |
|                                         | Svalbard                                | Parcialment                      | Pendent                      | No      | No              | No            | No                                   | No                   | No                  | No, NOK   |  |
| Illa de Bouvet                          | Parcialment                             | Pendent                          | No                           | No      | Si              | No            | No                                   | Si                   | No, NOK             |           |  |
| Illa Pere I                             | Parcialment                             | Pendent                          | No                           | No      | Si              | No            | No                                   | Si                   | No, NOK             |           |  |
| Terra de la Reina Maud                  | Parcialment                             | Pendent                          | No                           | No      | Si              | No            | No                                   | Si                   | No, NOK             |           |  |
|                                         |                                         |                                  |                              |         |                 |               |                                      |                      |                     |           |  |
| Suïssa                                  | Suïssa                                  | Parcialment                      | Pendent                      | No      | No              | Si            | No                                   | No                   | Si                  | No, CHF   |  |